# Allyn Condon
Allyn Condon, né le 24 août 1974 à Liverpool, est un athlète britannique spécialiste du sprint. En 2006, il change de sport pour se reconvertir dans le bobsleigh.

## Palmarès

### Championnats du monde d'athlétisme en salle
- Championnats du monde d'athlétisme en salle 1999 à Maebashi,  Japon
  -  Médaille de bronze du relais 4 × 400 m

### Championnats d'Europe d'athlétisme
- Championnats d'Europe d'athlétisme 1998 à Budapest,  Hongrie
  -  Médaille d'or du relais 4 × 100 m

### Championnats d'Europe d'athlétisme en salle
- Championnats d'Europe d'athlétisme en salle 1998 à Valence,  Espagne
  -  Médaille de bronze sur 200 m